# Joseph Davidovits
Joseph Davidovits (* 23. März 1935) ist ein französischer Chemiker.
1958 wurde er an der École nationale supérieure de chimie de Rennes Diplom-Chemiker, und promovierte 1960 an der Universität Mainz zum Dr. rer. nat. mit einer Dissertation zur makromolekularen Chemie.
Von 1962 bis 1972 forschte und entwickelte er zu organischen Polymeren. 1964 erhielt er den Annual Award der französischen chemischen Textilindustrie.
1972, nach einem katastrophalen Feuer in Frankreich im Jahr 1970 (Brand im Tanzlokal Cinq-Sept in Saint Laurant-du-Pont?) mit angeblich unbrennbaren organischen Kunststoffen, begann er mit der Erforschung neuer hitzebeständiger Materialien und gründete das private Forschungsunternehmen CORDI. Er griff dabei die Arbeit von Victor Dmitrievich Glukhovsky vom Institut für Bindemittel und Werkstoffe (derzeit unter der Leitung von Pavel Krivenko) an dem Kiev Institute of Civil Engineering aus den 1950ern wieder auf. 1979 publizierte er sein Konzept von Geopolymeren und gründete in Saint-Quentin das Institut Géopolymère.
Von 1983 bis 1991 war er Professor an der Barry University in Miami und an der Pennsylvania State University. Hier gründete er das Institute for Applied Archaeological Sciences (IAPAS). Von 1988 bis 1999 arbeitete er mit dem Institut de recherche sur les géopolymères et leurs applications der Technischen Universität Compiègne zusammen.
Anfang der 1990er plante die Firma Wismut, nukleare Abfallstoffe auf molekularer Ebene in geopolymeren Zement einzubetten, was aber an den Kosten scheiterte.

## Thesen zum Pyramidenbau
Davidovits vertritt die These, dass die Steinblöcke zum Bau der Pyramiden von Gizeh nicht aus Naturstein bestehen, sondern aus natriumaktiviertem Aluminiumsilikat hergestellt wurden. Die These wird von einigen Medien regelmäßig aufgegriffen, von der Ägyptologie aber strikt abgelehnt. Im Jahr 2008 organisierte Linn Hobbes, Professor für Materialwissenschaften am MIT, ein Experiment mit Studierenden, um die Machbarkeit der Theorie von Davidovits zu untersuchen.

## Veröffentlichungen
- Geopolymer '88 : First European Conference on Soft Mineralurgy, 1st – 2nd – 3rd June 1988, Compiègne, France (Inhaltsverz.)
- Geopolymer chemistry and applications; Saint-Quentin, Institut Géopolymère, 2008